# موسى تشازم تشاتيتش
موسى تشازم تشاتيش (ولد في من 12 مارس  1878، وتوفي في 6 من أبريل 1915) شاعر بوسني ولد في أودجاك حيث التحق بالكتاب والمدرسة الابتدائية، وبعد وفاة والده وزواج والدته من رجل آخر، انتقل إلى مدينة تيشان، وتعلم مهنة الحلاقة، ومن ثم التحق بالمدرسة الإسلامية حيث درس اللغة التركية والعربية والفارسية بين يدي مفتي تيشان مسعود أفندي إسماعيلبيغوفتش. وفي عام 1898 سافر إلى اسطنبول، وفي العام التالي عاد إلى منزله ثم خدم في الجيش في توزلا ففي بودابست لمدة ثلاث سنوات. من هناك سافر إلى اسطنبول مرة أخرى، حيث التحق بمدرسة Mektebi numuci terekki ، ثم انتقل لاحقا إلى المدرسة الثانوية العامة. وبسبب ضائقة مالية أصابته، عاد إلى سراييفو والتحق هناك بالمدرسة الشرعية القضائية. ومنذ تلك السن بدأت مقالته تنشر في العديد من الصحف، وقد نشرت معظمها في مجلة „Behar“ (الزهور). بعد طرده من سكن الطلاب بسبب حياته البوهيمية، تولى رئاسة هيئة تحرير مجلة „Behar“ (الزهور)، ثم تخرج بعد ذلك، ومن ثم سافر إلى زغرب، والتحق بكلية الحقوق. لاحقا عام 1910  عاد إلى البوسنة، ثم بدء بالتنقل من مدينة إلى أخرى بحكم الوظيفة (مثل مدينة  بييلينا، وتيشان، وسراييفو)، وفي نهاية المطاف تفرغ للعمل في مجلة „Biser“ (الدرر) في مدينة موستار باذلا حياته للكتابة. ونتيجة لذلك فقد كتب قصائد ومقالات صحفية ومقالات نقدية، وترجم العديد من الدراسات والكتب لمكتبة كالايجيتش، وهي المكتبة الأولى التي أسسها المسلمون في البوسنة، ومن بين الكتب التي ترجمها: «الهلال ضد الصليب» للمؤلف التركي خليل خالد بك (عام 1913). ولكن عكس ما اختاره لنفسه، ففي عام 1914 تم تجنيده مرة أخرى، ونقله إلى مدينة توزلا، ثم إلى مدينة أوركيني في المجر. هناك أصيب بمرض السل، وبعد علاج استمر لفترة قصيرة أعيد إلى تيشان حيث توفي. على شاهد قبره في مدينة تيشان نقشت عبارة: «هنا يرقد شاعر ذو موهبة عظيمة، لم يطلب شرفا أو منفعة بخسة، بل عاش حياة بوهيمية وغنى بطريقة فريدة، حتى اصطحبه الموت إلى هذا القبر». وفي الوقت الحالي فالعديد من المدارس في البوسنة والهرسك تحمل اسمه، بما في ذلك مدرسة «موسى تشازم تشاتيش الثانوية» في تيشان.
جمعت جميع كتاباته لاحقًا في كتابين: الأول يتضمن شعره والثاني يتضمن شعره والشعر الذي ترجمه، بعنوان الأعمال الكاملة لـ موسى تشازم تشاتيش.